# Самый ценный игрок женской НБЛ
Приз самому ценному игроку женской национальной баскетбольной лиги (ЖНБЛ) (англ. Women's National Basketball League Most Valuable Player Award) вручается ежегодно, начиная со второго сезона лиги (1982). Обладательница награды определяется путём голосования, которое проходит в течение всего регулярного чемпионата и определяется по сумме баллов, полученных игроками в ходе каждого голосования. В каждой игре главные тренеры клубов и судьи, обслуживавшие встречу, заполняют карточку для голосования, при этом за первое место присуждают три очка, два — за второе и одно — за третье, максимально любой игрок может получить девять голосов в каждом матче. Данная награда является самой престижной среди всех индивидуальных трофеев, предусмотренных для игроков ЖНБЛ.
Сьюзи Баткович является самым титулованным игроком в истории женской НБЛ, завоёвывавшим эту престижную награду шесть раз. В связи с этим, начиная с турнира 2019/20 годов, данный трофей стал называться Призом самому ценному игроку имени Сьюзи Баткович (также известный и как Медаль Сьюзи Баткович). Одна из величайших баскетболисток всех времён, Лорен Джексон, получала эту премию четыре раза и единолично удерживала рекорд по количеству титулов MVP до сезона 2015/16 годов.
Помимо этого Кэти Фостер выигрывала титул самого ценного игрока три раза, и ещё семь игроков, Карен Огден, Робин Мар, Джули Никел, Дебби Слиммон, Рэйчел Спорн, Пенни Тейлор и Катрина Хибберт получали данную награду дважды. Два раза обладателями этого приза становились сразу два игрока (1983, 2000). Чаще других обладателями этой премии становились игроки команд «Мельбурн Бумерс» (восемь раз), «Канберра Кэпиталз» (шесть раз), «Таунсвилл Файр» и «Аделаида Лайтнинг» (по пять раз). Действующим обладателем почётного трофея является Сэми Уиткомб из клуба «Бендиго Спирит».

## Легенда к списку
|                        | Обозначает, что в этом сезоне было сразу два победителя |
| ^                      | Помечены игроки, выступающие в женской НБЛ по сей день  |
| *                      | Избраны в Австралийский баскетбольный Зал славы         |
| Игрок (жирным шрифтом) | Игроки, выигравшие чемпионский титул в этом же сезоне   |
| Игрок или команда (X)  | Количество титулов, выигранных игроком или его командой |

## Обладатели награды

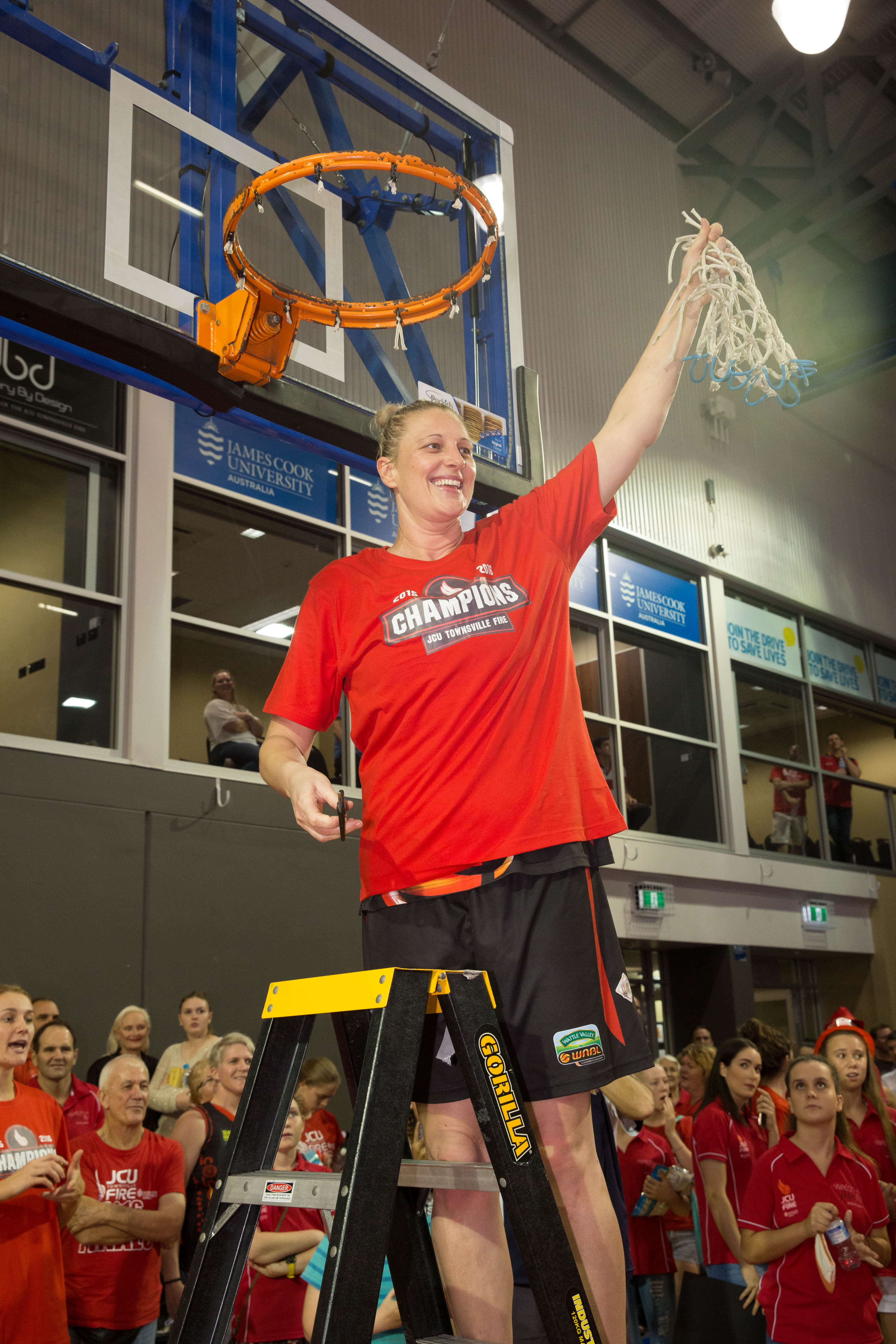
Сьюзи Баткович 6 раз выигрывала почётный приз

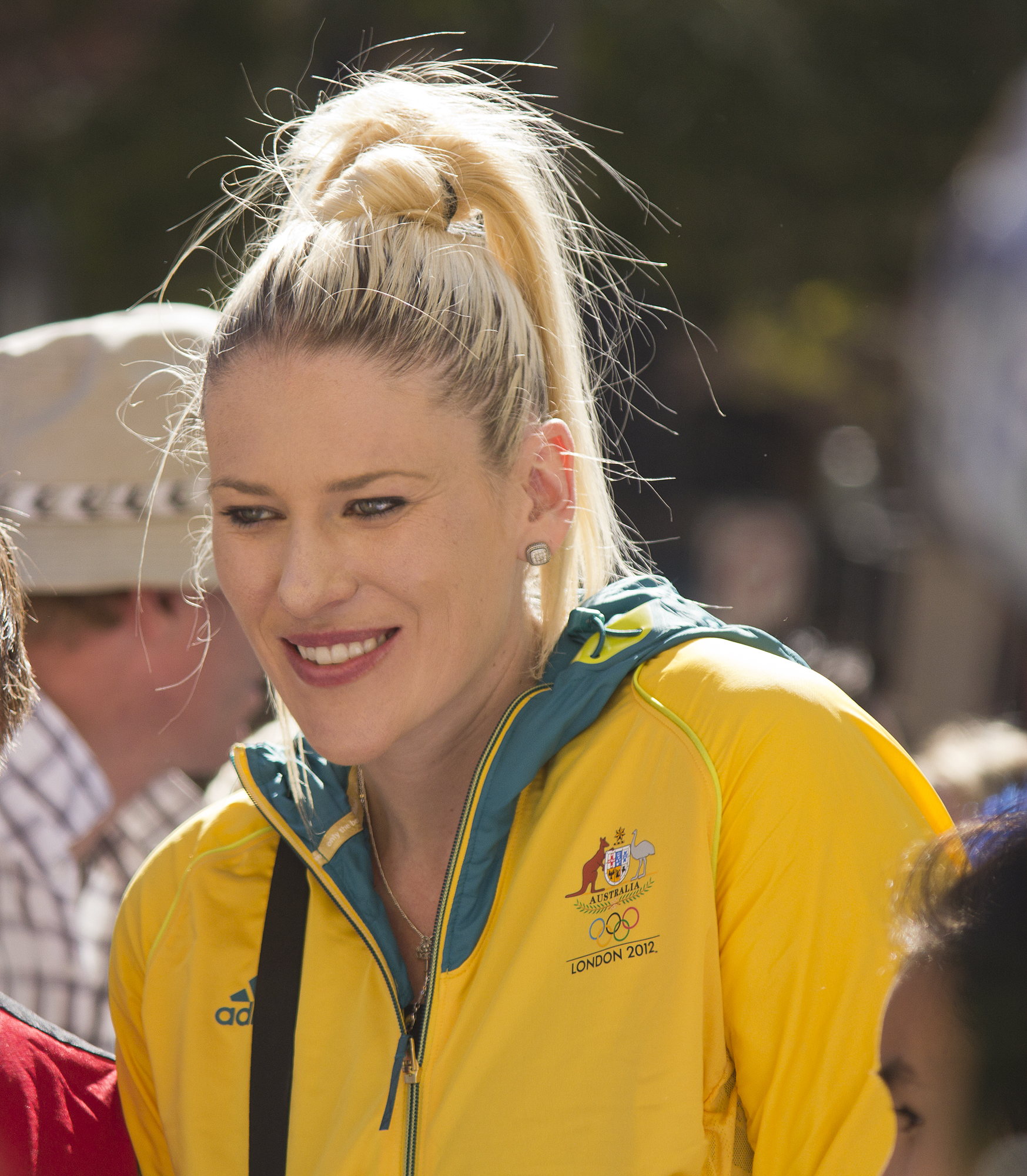
Лорен Джексон 4 раза выигрывала этот трофей

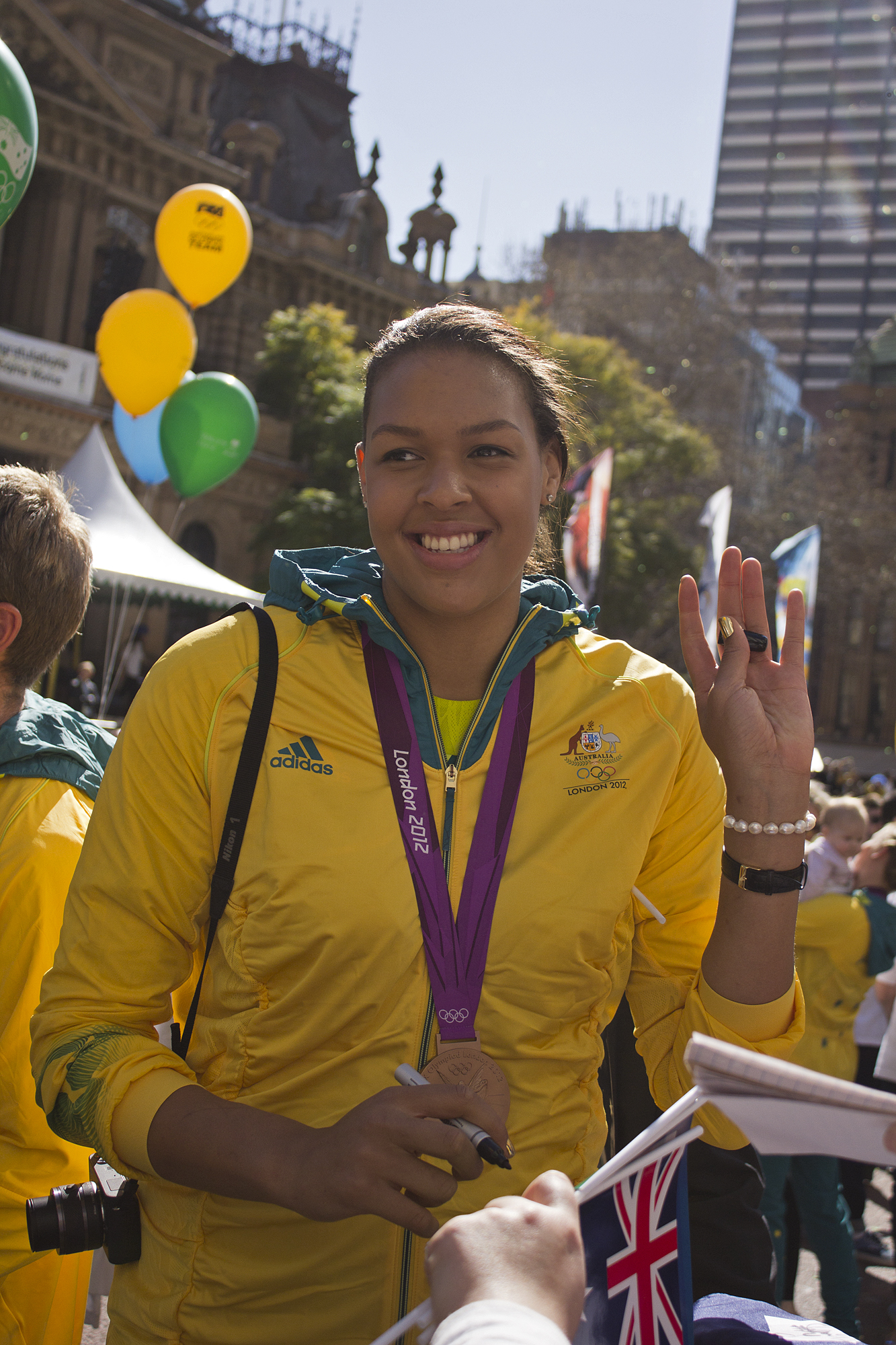
Лиз Кэмбидж выигрывала данную премию в 2011 году

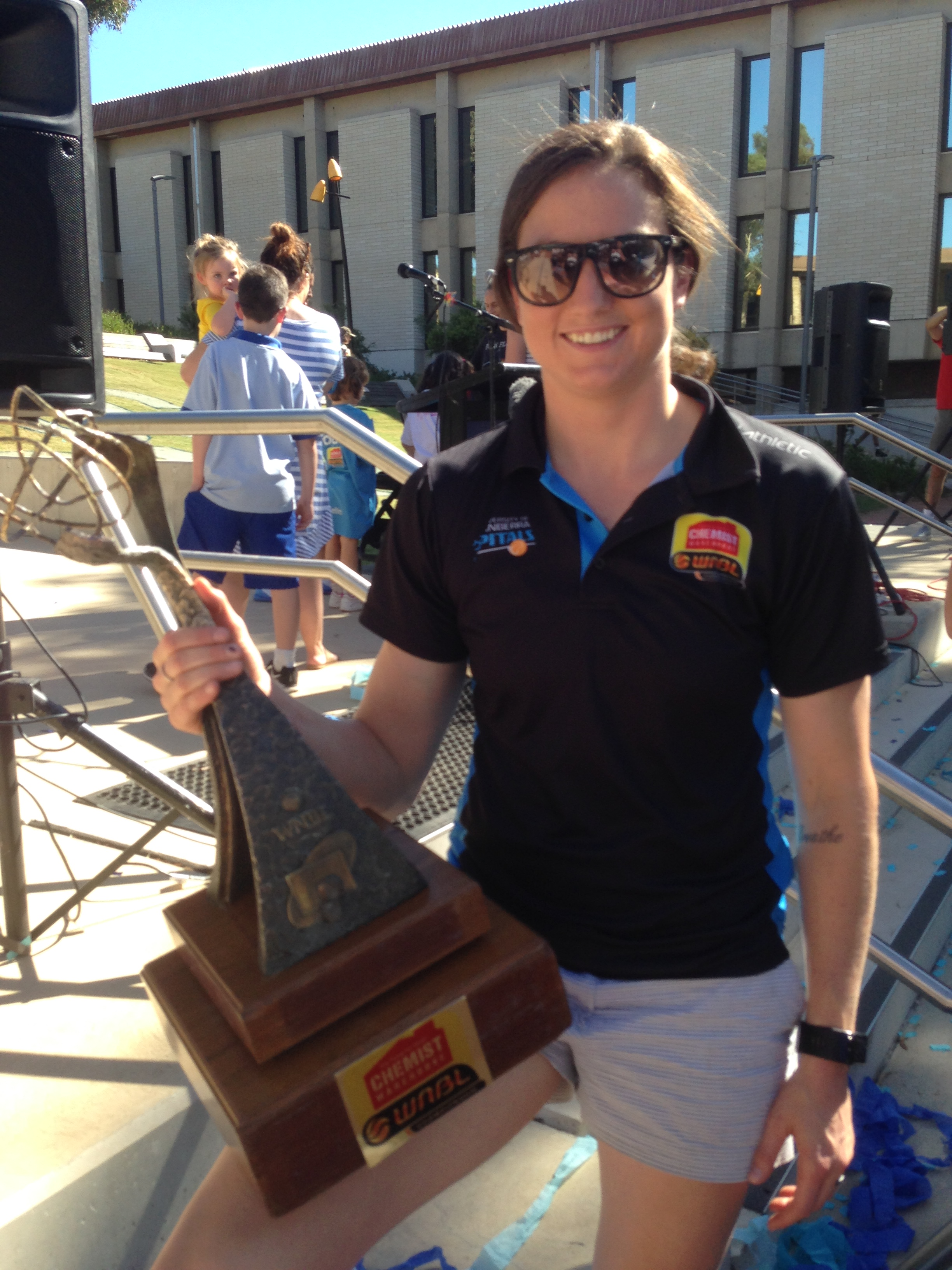
Келси Гриффин является действующим обладателем главной награды турнира

| Год     | Игрок               | Национальность  | Позиция             | Команда                       |
| ------- | ------------------- | --------------- | ------------------- | ----------------------------- |
| 1982    | Карен Огден*        | Австралия       |                     | Сент-Килда Сейнтс             |
| 1983    | Карен Огден* (2)    | Австралия       |                     | Сент-Килда Сейнтс (2)         |
| 1983    | Робин Мар*          | Австралия       | Защитник            | Нанавадинг Спектрес           |
| 1984    | Джули Никел*        | Австралия       | Форвард             | Норланга Тайгерс              |
| 1985    | Кэти Фостер*        | Австралия       | Форвард             | Норт-Аделаида Рокетс          |
| 1986    | Кэти Фостер* (2)    | Австралия       | Форвард             | Хобарт Айлендерс              |
| 1987    | Робин Мар* (2)      | Австралия       | Защитник            | Нанавадинг Спектрес (2)       |
| 1988    | Джули Никел* (2)    | Австралия       | Форвард             | Норланга Тайгерс (2)          |
| 1989    | Кэти Фостер* (3)    | Австралия       | Форвард             | Хобарт Айлендерс (2)          |
| 1990    | Дебби Слиммон       | Австралия       | Форвард             | Буллин Бумерс                 |
| 1991    | Джоанн Меткалф      | Австралия       | Форвард             | Мельбурн Тайгерс              |
| 1992    | Дебби Слиммон (2)   | Австралия       | Форвард             | Буллин Бумерс (2)             |
| 1993    | Эллисон Кук*        | Австралия       | Защитник            | Мельбурн Тайгерс (2)          |
| 1994    | Шелли Горман*       | Австралия       | Форвард             | Сидней Флэймз                 |
| 1995    | Сэнди Бронделло*    | Австралия       | Защитник            | Брисбен Блэйзерс              |
| 1996    | Рэйчел Спорн*       | Австралия       | Форвард             | Аделаида Лайтнинг             |
| 1997    | Рэйчел Спорн* (2)   | Австралия       | Форвард             | Аделаида Лайтнинг (2)         |
| 1998    | Мишель Гриффитс     | Австралия       | Форвард             | Сидней Флэймз (2)             |
| 1998/99 | Лорен Джексон*      | Австралия       | Форвард / Центровая | Австралийский институт спорта |
| 1999/00 | Лорен Джексон* (2)  | Австралия       | Форвард / Центровая | Канберра Кэпиталз             |
| 1999/00 | Триша Фэллон*       | Австралия       | Защитник / Форвард  | Сидней Флэймз (3)             |
| 2000/01 | Пенни Тейлор        | Австралия       | Форвард             | Данденонг Рейнджерс           |
| 2001/02 | Пенни Тейлор (2)    | Австралия       | Форвард             | Данденонг Рейнджерс (2)       |
| 2002/03 | Лорен Джексон* (3)  | Австралия       | Форвард / Центровая | Канберра Кэпиталз (2)         |
| 2003/04 | Лорен Джексон* (4)  | Австралия       | Форвард / Центровая | Канберра Кэпиталз (3)         |
| 2004/05 | Катрина Хибберт     | Австралия       | Защитник / Форвард  | Буллин Бумерс (3)             |
| 2005/06 | Катрина Хибберт (2) | Австралия       | Защитник / Форвард  | Буллин Бумерс (4)             |
| 2006/07 | Холли Грима         | Австралия       | Центровая           | Буллин Бумерс (5)             |
| 2007/08 | Натали Портер       | Австралия       | Форвард             | Сидней Юни Флэймз (4)         |
| 2008/09 | Рохани Кокс         | Австралия       | Защитник / Форвард  | Таунсвилл Файр                |
| 2009/10 | Кристи Харроуэр*    | Австралия       | Защитник            | Бендиго Спирит                |
| 2010/11 | Лиз Кэмбидж^        | Австралия       | Центровая           | Буллин Бумерс (6)             |
| 2011/12 | Сьюзи Баткович      | Австралия       | Центровая           | Аделаида Лайтнинг (3)         |
| 2012/13 | Сьюзи Баткович (2)  | Австралия       | Центровая           | Аделаида Лайтнинг (4)         |
| 2013/14 | Сьюзи Баткович (3)  | Австралия       | Центровая           | Таунсвилл Файр (2)            |
| 2014/15 | Эбби Бишоп^         | Австралия       | Форвард             | Канберра Кэпиталз (4)         |
| 2015/16 | Сьюзи Баткович (4)  | Австралия       | Центровая           | Таунсвилл Файр (3)            |
| 2016/17 | Сьюзи Баткович (5)  | Австралия       | Центровая           | Таунсвилл Файр (4)            |
| 2017/18 | Сьюзи Баткович (6)  | Австралия       | Центровая           | Таунсвилл Файр (5)            |
| 2018/19 | Келси Гриффин^      | США / Австралия | Форвард             | Канберра Кэпиталз (5)         |
| 2019/20 | Киа Нерс^           | Канада          | Защитник            | Канберра Кэпиталз (6)         |
| 2020    | Стефани Толбот^     | Австралия       | Форвард             | Аделаида Лайтнинг (5)         |
| 2021/22 | Аннели Мейли^       | Австралия       | Форвард             | Бендиго Спирит (2)            |
| 2022/23 | Кайла Джордж^       | Австралия       | Форвард / Центровая | Мельбурн Бумерс (7)           |
| 2023/24 | Джордин Кэнада^     | США             | Защитник            | Мельбурн Бумерс (8)           |
| 2024/25 | Сэми Уиткомб^       | Австралия       | Защитник            | Бендиго Спирит (3)            |